# Eosin xanh methylene

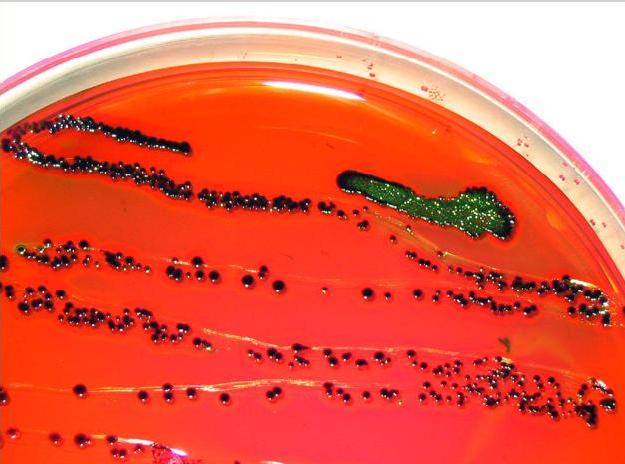
E.coli trên môi trường thạch EMB

Eosin methylene blue (EMB, còn được gọi là"Công thức của Levine") là một chất nhuộm màu chọn lọc cho vi khuẩn gram âm. EMB chứa thuốc nhuộm độc hại đối với vi khuẩn gram dương. EMB là môi trường chọn lọc và vi phân cho coliforms. Nó là sự pha trộn của hai chất nhuộm màu, eosin và xanh methylen theo tỷ lệ 6:1. Một ứng dụng phổ biến của chất nhuộm màu này là trong việc tạo ra môi trường thạch EMB, một môi trường vi sinh khác biệt, ức chế một chút sự phát triển của vi khuẩn gram dương và cung cấp một chỉ thị màu phân biệt giữa các sinh vật lên men lactose (ví dụ E. coli) không (ví dụ Salmonella, Shigella). Các sinh vật lên men lactose sẽ thể hiện là một loại"khuẩn lạc có nhân"có màu đen với các phần trung tâm tối.
Phương tiện này rất quan trọng trong các phòng thí nghiệm y tế bằng cách phân biệt các vi khuẩn gây bệnh trong một khoảng thời gian ngắn.
- Lên men nhanh chóng tạo ra axit, làm giảm độ pH. Điều này khuyến khích sự hấp thụ chất nhuộm của các khuẩn lạc, hiện có màu tím đen.
- Lactose không lên men có thể làm tăng độ pH bằng cách khử protein. Điều này đảm bảo rằng chất nhuộm không được hấp thụ. Các khuẩn lạc sẽ không có màu.

Trên EMB, nếu E. coli được nuôi cấy, nó sẽ tạo ra ánh sáng màu xanh kim loại đặc biệt (do tính chất chuyển hóa của chất nhuộm, chuyển động của E. coli sử dụng Flagella và các sản phẩm cuối của axit mạnh lên men). Một số loài Citrobacter và Enterobacter cũng sẽ phản ứng theo cách này với EMB. Phương tiện này đã được thiết kế đặc biệt để ngăn chặn sự phát triển của vi khuẩn gram dương.
EMB chứa các thành phần sau: peptone, lactose, dipotali phosphate, eosin Y (chất nhuộm), xanh methylen (chất nhuộm) và agar.
Ngoài ra còn có agar EMB không chứa lactose.